# L'Avèna
Lavoine és un municipi francès, situat al departament de l'Alier i a la regió d'Alvèrnia-Roine-Alps. L'any 2007 tenia 152 habitants.

## Demografia

### Població
El 2007 la població de fet de Lavoine era de 152 persones. Hi havia 64 famílies de les quals 28 eren unipersonals (12 homes vivint sols i 16 dones vivint soles), 8 parelles sense fills, 12 parelles amb fills i 16 famílies monoparentals amb fills.
La població ha evolucionat segons el següent gràfic:
Habitants censats

### Habitatges
El 2007 hi havia 141 habitatges, 74 eren l'habitatge principal de la família, 60 eren segones residències i 7 estaven desocupats. 138 eren cases i 1 era un apartament. Dels 74 habitatges principals, 65 estaven ocupats pels seus propietaris, 6 estaven llogats i ocupats pels llogaters i 3 estaven cedits a títol gratuït; 2 tenien una cambra, 1 en tenia dues, 4 en tenien tres, 16 en tenien quatre i 51 en tenien cinc o més. 54 habitatges disposaven pel capbaix d'una plaça de pàrquing. A 33 habitatges hi havia un automòbil i a 27 n'hi havia dos o més.

### Piràmide de població
La piràmide de població per edats i sexe el 2009 era:
| Homes | Edats   | Dones |
| ----- | ------- | ----- |
| 0     | 95 o +  | 0     |
| 0     | 90 a 94 | 4     |
| 0     | 85 a 89 | 0     |
| 0     | 80 a 84 | 0     |
| 4     | 75 a 79 | 0     |
| 8     | 70 a 74 | 4     |
| 16    | 65 a 69 | 8     |
| 4     | 60 a 64 | 12    |
| 0     | 55 a 59 | 8     |
| 0     | 50 a 54 | 0     |
| 8     | 45 a 49 | 0     |
| 16    | 40 a 44 | 4     |
| 4     | 35 a 39 | 4     |
| 4     | 30 a 34 | 4     |
| 16    | 25 a 29 | 0     |
| 4     | 20 a 24 | 4     |
| 8     | 15 a 19 | 8     |
| 0     | 10 a 14 | 0     |
| 0     | 5 a 9   | 4     |
| 4     | 0 a 4   | 0     |

## Economia
El 2007 la població en edat de treballar era de 84 persones, 65 eren actives i 19 eren inactives. De les 65 persones actives 64 estaven ocupades (41 homes i 23 dones) i 1 aturada (1 home). De les 19 persones inactives 9 estaven jubilades, 4 estaven estudiant i 6 estaven classificades com a «altres inactius».

### Ingressos
El 2009 a Lavoine hi havia 72 unitats fiscals que integraven 143 persones, la mediana anual d'ingressos fiscals per persona era de 15.537 €.

### Activitats econòmiques
Dels 13 establiments que hi havia el 2007, 5 eren d'empreses de fabricació d'altres productes industrials, 4 d'empreses d'hostatgeria i restauració, 3 d'empreses immobiliàries i 1 d'una entitat de l'administració pública.
Dels 3 establiments de servei als particulars que hi havia el 2009, 1 era una funerària i 2 restaurants.
L'any 2000 a Lavoine hi havia 18 explotacions agrícoles que ocupaven un total de 392 hectàrees.

## Poblacions més properes
El següent diagrama mostra les poblacions més properes.